# 샤를 3세 (모나코)
샤를 3세(Charles III, 1818년 12월 8일 ~ 1889년 9월 10일)는 모나코의 공작이다.